# Konia eisentrauti
Konia eisentrauti là một loài cá thuộc họ Cichlidae. Nó là loài đặc hữu của Cameroon.